# Уруку – Коарі – Манаус
Уруку – Коарі – Манаус – трубопровідна система, призначена для транспортування газу родовищ басейну Solimões до столиці штату Амазонас, Бразилія.
Окрім об`єднаної системи газопроводів, яка простягнулась уздовж узбережжя Бразилії від Порту-Алегрі на півдні до Pecem на півночі, в країні існує відокремлена ланка, створена в центрі амазонських лісів. Вона передусім призначена для транспортування продукції нафтогазового родовища Уруку, за розробку газових запасів якого взялись на початку 21 століття. Поставки блакитного палива до споживачів в районі столиці штату міста Манаус відбуваються через газопровідну систему із кількох ланок.
На першій ділянці від Уруку до річкового термінала Коарі проклали лінію діаметром 450 мм та довжиною 279 км. Можна відмітити, що тут вже існував трубопровід діаметром 200 мм, яким транспортувався зріджений нафтовий газ. Його вирішили замінити, збільшивши діаметр до 250 мм. На час будівництва цього нового ЗНГ трубопроводу перша секція газопроводу до Коарі тимчасово використовувалась для прокачування пропан-бутанової фракції. Від Коарі до Манаус прокладено газопровід діаметром 500 мм та довжиною 382 км.  Будівництво у специфічних природних умовах Амазонії призвело до того, що доставка труб здійснювалась за допомогою вертольотів, які транспортували секції вагою по 4,5 тонн. Також активно використовувались плавзасоби. На шляху траси газопроводу методом спрямованого горизонтального буріння споруджено кілька десятків переходів під річками. 
Окрім основного газопроводу, система включає 140 км відгалужень, які постачають блакитне паливо до муніципалітетів Coari, Codajas, Anori, Anamis, Caapiranga, Manacapuru, Iranduba. В Манаусі доправлене сюди блакитне паливо споживають або споживали ТЕС Мауа 3, ТЕС Мауа, ТЕС Апаресіда, ТЕС Jaraqui та ТЕС Tambaqui.
Спорудження газогону Уруку – Манаус розпочалось у 2006-му, а введення в експлуатацію відбулось через три роки. Початкова пропускна здатність становила 1,5 млрд м³ на рік, при цьому після запуску двох компресорних станцій показник зріс до 2 млрд м³.